# HNLMS O 14
| HNLMS O 14                                                       | HNLMS O 14                                                                                            | HNLMS O 14                                                                                            |
| ---------------------------------------------------------------- | --- | --- |
| Hr.Ms. O 14                                                      | | |
|                                                                  | | |
| Голландські підводні човни O 13 та O 14 у Кюрасао. 30 липня 1939 | | |
| Верф                                                             | Koninklijke Maatschappij De Schelde, Вліссінген                                                       | Koninklijke Maatschappij De Schelde, Вліссінген                                                       |
| Під прапором                                                     | Нідерланди                                                                                            | Нідерланди                                                                                            |
| Належність                                                       | Військово-морські сили Нідерландів                                                                    | Військово-морські сили Нідерландів                                                                    |
| Порт приписки                                                    | Кюрасао, Скапа-Флоу                                                                                   | Кюрасао, Скапа-Флоу                                                                                   |
| Замовлення                                                       | 4 травня 1928                                                                                         | 4 травня 1928                                                                                         |
| Закладений                                                       | 29 грудня 1928                                                                                        | 29 грудня 1928                                                                                        |
| Спуск на воду                                                    | 3 жовтня 1931                                                                                         | 3 жовтня 1931                                                                                         |
| Введений до складу флоту                                         | 4 березня 1932                                                                                        | 4 березня 1932                                                                                        |
| На службі                                                        | 1932-1943                                                                                             | 1932-1943                                                                                             |
| Сучасний статус                                                  | 26 червня 1943 року розібраний на запасні частини та брухт                                            | 26 червня 1943 року розібраний на запасні частини та брухт                                            |
| Бойовий досвід                                                   | Друга світова війна Битва за Атлантику                                                                | Друга світова війна Битва за Атлантику                                                                |
| Проєкт                                                           | | |
| Тип ПЧ                                                           | середній підводний човен                                                                              | середній підводний човен                                                                              |
| Основні характеристики                                           | | |
| Швидкість (надводна)                                             | 16 вузлів (30 км/год)                                                                                 | 16 вузлів (30 км/год)                                                                                 |
| Швидкість (підводна)                                             | 8 вузлів (15 км/год)                                                                                  | 8 вузлів (15 км/год)                                                                                  |
| Дальність плавання                                               | 3500 миль (6500 км) на швидкості 8 вузлів (надводна) 26 миль (48 км) на швидкості 8 вузлів (підводна) | 3500 миль (6500 км) на швидкості 8 вузлів (надводна) 26 миль (48 км) на швидкості 8 вузлів (підводна) |
| Екіпаж                                                           | 29 офіцерів та матросів                                                                               | 29 офіцерів та матросів                                                                               |
| Розміри                                                          | | |
| Довжина найбільша (по КВЛ)                                       | 60,42 м                                                                                               | 60,42 м                                                                                               |
| Ширина корпусу найб.                                             | 6,83 м                                                                                                | 6,83 м                                                                                                |
| Середня осадка (по КВЛ)                                          | 3,6 м                                                                                                 | 3,6 м                                                                                                 |
| Водотоннажність надводна                                         | 610 тонн                                                                                              | 610 тонн                                                                                              |
| Силова установка                                                 | | |
| Дизель-електрична: 2 × дизельні двигуни 2 × електродвигуни       | | |
| Гвинти                                                           | 2 | 2 |
| Потужність                                                       | 2 × 900 к.с. (дизель) 2 × 310 к. с. (електродвигун)                                                   | 2 × 900 к.с. (дизель) 2 × 310 к. с. (електродвигун)                                                   |
| Озброєння                                                        | | |
| Артилерія                                                        | 2 × 44-мм палубні гармати                                                                             | 2 × 44-мм палубні гармати                                                                             |
| Торпедно- мінне озброєння                                        | 5 × 533-мм торпедних апаратів 8 торпед                                                                | 5 × 533-мм торпедних апаратів 8 торпед                                                                |
| ППО                                                              | 1 × 12,7-мм зенітний кулемет                                                                          | 1 × 12,7-мм зенітний кулемет                                                                          |

HNLMS O 14 (нід. Hr.Ms. O 14) — військовий корабель, підводний човен типу O 12 Королівського флоту Нідерландів.
Підводний човен O 14 був закладений 29 грудня 1928 року на верфі компанії Koninklijke Maatschappij De Schelde у Вліссінгені. 3 жовтня 1931 року він був спущений на воду, 4 березня 1932 року увійшов до складу Королівського флоту Нідерландів.

## Історія служби
Відразу після вступу на озброєння O 14 відвідав герцог Генріх Мекленбург-Шверінський і міністр оборони Нідерландів з нагоди 25-ї річниці служби підводних човнів Королівського флоту Нідерландів. У 1937 році O 14 вийшов у похід до Кюрасао разом з однотипним човном O 12, і знову в 1939 році, цього разу з O 13.
На момент початку німецького вторгнення в Нідерланди у травні 1940 році O 14 базувався разом з однотипним човном O 15 на Кюрасао, де обидва проходили технічне обслуговування.
В результаті консультацій між ВМС Нідерландів і Великої Британії було прийнято рішення перемістити O 14 і O 15 до Європи, оскільки в Карибському морі не було потреби в голландських підводних човнах. Обидва кораблі йшли через Кінгстон, Бермуди та Галіфакс до Англії. O 14 пройшов ремонт на суднобудівній верфі Halifax Shipyard свого озброєння. Оскільки не вистачало дистильованої води для батарей корабля, O 14 не зміг приєднатися до конвою HX 78, але довелося чекати до жовтня 1940 року і вирушити до Європи разом з ескортом конвою HX 79. 19 жовтня німецька «вовча зграя» напала на конвой, затопивши 12 з 45 суден і пошкодивши ще одне. О 14 також був атакований, але всі три торпеди, випущені по кораблю, не досягли своєї мети.
22 жовтня 1940 року O 14 прибув до Ротсей і разом з O 9 і O 10 використовувався як корабель-мішень під час випробувань з гідролокаційною системою ASDIC. З 22 грудня 1940 року O 14 перебував у Данді, де пройшов технічне обслуговування та замінив батареї. До серпня 1941 року O 14 знову служив дослідним кораблем для випробувань ASDIC у Скапа-Флоу.
З 8 серпня 1940 до січня 1941 року O 14 патрулював узбережжя Норвегії. У січні 1942 року O 14 брав участь в операції «Кітбег» — рейду загонів британських командос No. 6 і No. 12, де був розміщений на відстані 15 морських миль від норвезького узбережжя і використовувався як радіомаяк для есмінців на шляху до фіорду в Геллі, Норвегія. Наприкінці січня і на початку лютого O 14 брав участь у невдалих пошуках німецького лінкора «Тірпіц». Згодом O 14 використовувався як корабель-мішень для навчань з протичовнової боротьби в Скапа-Флоу, а потім здійснив ще три походи біля норвезького узбережжя, знову ж таки, не потопивши жодного судна чи корабля противника.
Після тих останніх патрулів на підводному човні виникли проблеми з дизельними двигунами. Враховуючи відсутність запчастин, серйозність проблем і застарілість О 14, було прийнято рішення про зняття човна з експлуатації. Частини використовувалися під час ремонту однотипного корабля O 15. Голландський екіпаж тоді був розміщений на позиченому у британського Королівського флоту ПЧ «Старджен», який був перейменований на «Зіхонд».